# Junko Haneyoshi
Junko Haneyoshi (japanisch 羽佳純子, Haneyoshi Junko; * 30. Juni 1967 in der Volksrepublik China als Li Jun, chinesisch 李軍 / 李军, Pinyin Lǐ Jūn) ist eine ehemalige chinesische und später japanische Tischtennisspielerin. Bei Weltmeisterschaften gewann sie dreimal eine Bronzemedaille.

## Erfolge
Haneyoshi war Mitglied des chinesischen Nationalteams und holte bei den Weltmeisterschaften 1989 und 1991 jeweils eine Bronzemedaille im Doppel mit  Ding Yaping. Ab 2000 startete sie für Japan und damit unter dem Namen Junko Haneyoshi statt Li Jun. 2001 gewann sie bei der Weltmeisterschaft mit dem Team von Japan Bronze.

## Trainerin und Geschäftsführerin
Nach ihrer aktiven Zeit begann sie  als Trainerin zu arbeiten. Sie ist Verantwortliche (CEO) für den Haneyoshi Table Tennis Club.

## Turnierergebnisse
| Verband | Veranstaltung     | Jahr | Ort             | Land | Einzel        | Doppel     | Mixed     | Team          |
| ------- | ----------------- | ---- | --------------- | ---- | ------------- | ---------- | --------- | ------------- |
| JPN     | Pro Tour          | 2001 | Chatham         | ENG  | Halbfinale    | Rd 1       |           |               |
| JPN     | Pro Tour          | 2000 | Umea            | SWE  | letzte 32     | letzte 16  |           |               |
| JPN     | Pro Tour          | 2000 | Fort Lauderdale | USA  | letzte 16     | Halbfinale |           |               |
| JPN     | Pro Tour          | 2000 | Kobe City       | JPN  | letzte 32     |            |           |               |
| JPN     | Weltmeisterschaft | 2001 | Osaka           | JPN  | letzte 32     |            |           | Halbfinale    |
| JPN     | Weltmeisterschaft | 2000 | Kuala Lumpur    | MAS  |               |            |           | Viertelfinale |
| CHN     | Weltmeisterschaft | 1991 | Chiba City      | JPN  | letzte 32     | Halbfinale | letzte 64 |               |
| CHN     | Weltmeisterschaft | 1989 | Dortmund        | FRG  | Viertelfinale | Halbfinale | letzte 16 |               |